# Guitarrero-Höhle

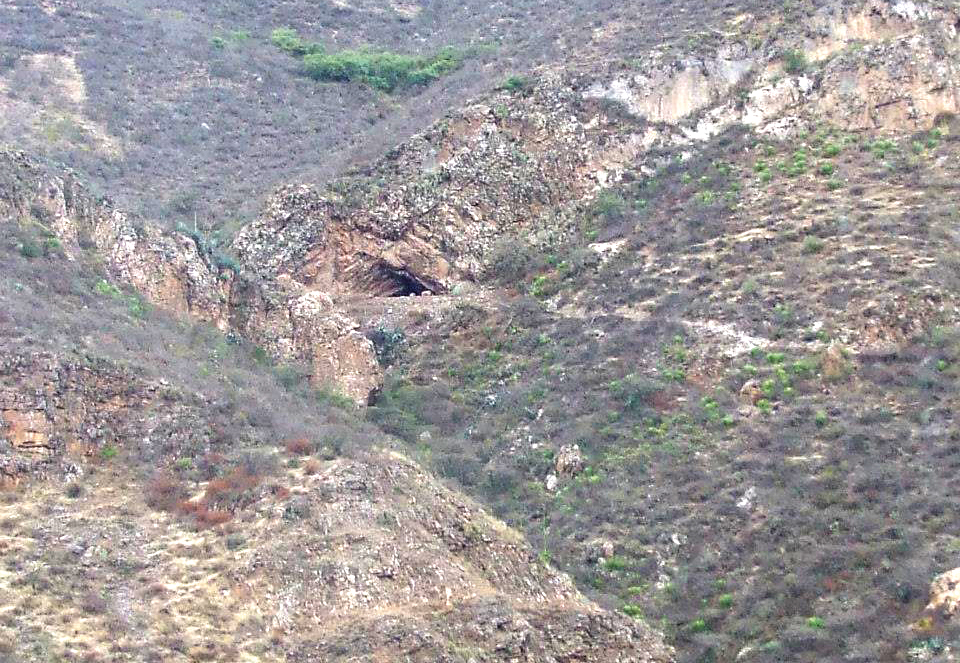
Blick auf die Guitarrero-Höhle.

Die Guitarrero-Höhle ist eine Höhle im Anden-Hochland von Peru.
Im Jahr 1968 fand Thomas F. Lynch (Cornell University, New York) in der Cordillera Negra in der Schlucht Callejón de Huaylas (Region Ancash) Spuren menschlicher Besiedlung, die auf ein Alter von bis zu 12.600 Jahren geschätzt worden sind.
Darunter fanden sich Überreste von Textilien, Körben, Holz- und Lederwerkzeugen, vor allem aber auch von Anbaupflanzen, wie Bohnen, Mais, Chilischoten und Olluco, die aus einer geschätzten Besiedlungszeit von 7.500 v. Chr. stammen. Die Textilien wurden im Jahre 2011 mittels AMS direkt datiert und ergaben ein Alter von etwa 11.000 BP.
Das bedeutet, dass die Volksgruppen jener Zeit sich im Übergang vom nichtsesshaften Nomadentum zur sesshaften Bauerngesellschaft befanden.